# كرة السلة في الألعاب الأولمبية الصيفية 2008 - تشكيلات منتخبات السيدات
هذه قائمة اللاعبات المختارات في قوائم المنتخبات المشاركة في أولمبياد بكين 2008 لكرة السلة للسيدات.

## المجموعة أ

### أستراليا
القائمة التالية هي تشكيلة منتخب أستراليا في بطولة كرة السلة للسيدات بدورة الألعاب الأولمبية الصيفية 2008.

### بيلاروس
القائمة التالية هي تشكيلة منتخب بيلاروسيا في بطولة كرة السلة للسيدات بدورة الألعاب الأولمبية الصيفية 2008.

### البرازيل
القائمة التالية هي تشكيلة منتخب البرازيل في بطولة كرة السلة للسيدات بدورة الألعاب الأولمبية الصيفية 2008.

### كوريا الجنوبية
القائمة التالية هي تشكيلة لمنتخب كوريا الجنوبية في بطولة كرة السلة للسيدات بدورة الألعاب الأولمبية الصيفية 2008.

### لاتفيا
القائمة التالية هي تشكيلة منتخب لاتفيا في بطولة كرة السلة للسيدات بدورة الألعاب الأولمبية الصيفية 2008.

### روسيا
القائمة التالية هي تشكيلة منتخب روسيا في بطولة كرة السلة للسيدات بدورة الألعاب الأولمبية الصيفية 2008.

## المجموعة ب

### الصين
القائمة التالية هي تشكيلة منتخب الصين في بطولة كرة السلة للسيدات بدورة الألعاب الأولمبية الصيفية 2008.

### جمهورية التشيك
القائمة التالية هي تشكيلة منتخب جمهورية التشيك في بطولة كرة السلة للسيدات بدورة الألعاب الأولمبية الصيفية 2008.

### مالي
القائمة التالية هي تشكيلة منتخب مالي في بطولة كرة السلة للسيدات بدورة الألعاب الأولمبية الصيفية 2008.

### نيوزيلندا
القائمة التالية هي تشكيلة منتخب نيوزيلندا في بطولة كرة السلة للسيدات بدورة الألعاب الأولمبية الصيفية 2008.

### إسبانيا
القائمة التالية هي تشكيلة منتخب إسبانيا في بطولة كرة السلة للسيدات بدورة الألعاب الأولمبية الصيفية 2008.

### الولايات المتحدة
القائمة التالية هي تشكيلة منتخب الولايات المتحدة في بطولة كرة السلة للسيدات بدورة الألعاب الأولمبية الصيفية 2008.